# Meixner Etelka
Meixner Etelka, férjezett nevén Meixner–Hegyi Etelka (Siófok, 1978– ) magyar porcelántervező művész. Eddigi munkássága nagyrészt összeforrt a Herendi Porcelánmanufaktúra Zrt. tevékenységével, több mint egy évtizeden át a magyar örökség részét képező Veszprém megyei porcelángyár legfiatalabb tervezőművész generációjához tartozott. Néhány éve már önálló vállalkozásában dolgozik.

## Élete
1978-ban született a Somogy megyei Siófokon. Fiatalabb korában még elsősorban a grafika iránt érdeklődött, félig-meddig véletlenül került a kerámia szakra, ahol kezdetben nehezen talált magára. Diplomáját 2002-ben szerezte meg a Magyar Iparművészeti Egyetemen, Schrammel Imre tanítványaként. Mestere hatására már diplomamunkáját is a herendi porcelángyárban készítette, majd nem sokkal később munkába is állt a Herendi Porcelánmanufaktúra Zrt.-nél.
A gyárüzemben, ahol – a világon már szinte kuriózumként – a porcelánkészítés úgyszólván minden munkafolyamata jelenleg is kézi munkával történik, abba a tervezői csapatba került, amelynek feladata, hogy a hagyományos eljárások mellé évente több száz progresszív formai újítást dolgozzon ki és alapozza meg azok későbbi fejlesztését. Személy szerint is jó néhány új figura és dísztárgy, valamint számos hagyományos dekoráció újrafogalmazása fűződik a nevéhez.
Nagyrészt az ő munkássága nyomán került be a porcelánmanufaktúra kínálatába, a klasszikus herendi termékek mellett egy sor új felfogású, formabontó, elsősorban fiatalok által keresett dísztárgy. Kifejezetten foglalkoztatja a víz és a víz hatására folyamatosan változó természeti formák, a lehulló vízcseppek becsapódása nyomán létrejövő többé-kevésbé koncentrikus alakzatok is, ezek ugyancsak megjelennek több kollekciójának a tárgyain is.
Önállósodása után hozta létra az ECCE Home Stúdiót, melynek társtulajdonosa és tervezője.
A Fiatal Iparművészek Stúdiója Egyesület (FISE) és a Veszprémi Művész Céh tagja.

## Magánélete
A herendi porcelángyárban ismerte meg a férjét, akivel 2015-ben önálló, közös vállalkozásba kezdtek, a hajdani városlődi majolika- és kerámiagyár üzemét egykor vízenergiával ellátó patak közelében.

## Kiállításai

### Önálló kiállítások
A 2013. június 29-én megnyitott kiállításon a diplomázása óta eltelt 11 év munkásságának legjobb műveit mutatta be: szobrokat, síkplasztikákat, edényplasztikákat, készleteket, funkcionális tárgyakat és egyéb figurákat.  
- 2013 – Veszprém, Felüdült hagyomány-Vár Galéria Dubniczay palota
- 2013 - Balatonalmádi, Magtár Borok és Rendezvények Háza
- 2014 - Látni és játszani, Székesfehérvár Szent István Művelődési Ház

### Csoportos kiállítások
- 2003 – „Egy hosszú asztal, 150 év herendi étkészleteivel megterítve”. Ernst Múzeum, Budapest
- 2006 – Párbeszéd – Herend-Meissen porcelánmanufaktúrák közös kiállítása. Magyar Nemzeti Galéria, Budapest
- 2006 – „Herend jövője, a jövő Herendije”. Porcelánmúzeum, Herend
- 2009 – „Craft és Design”. Iparművészeti Múzeum, Budapest
- 2010 – Kortárs porcelánművészek, Magyar Porcelánmanufaktúrák. Brüsszel, Magyar Kulturális Intézet
- 2012 – Herend Design Museion No.1. Budapest
- 2012 – Varázslatos porcelánvilág, Veszprém, Laczkó Dezső Múzeum
- 2013 – TENT London
- 2014 – Design junction London
- 2015 – Tengereszem Kusnyár Eveline festőművésszel FISE Galéria Budapest
- 2016 – Bécs Blickfang
- 2017 – Kortárs Magyar Porcelán - Hanoi, Vietnám
- 2017 – MEAT Design Ostrava
- 2018 – Krehky Mikulov (Csehország) -Porcelain aristocracy

Ő volt az egyik tervezője annak a Tengeri jelenet című műalkotásnak, amely 2008-ban a frankfurti Ambiente Herend standjának fő látványossága volt.

### Kültéri műalkotásai

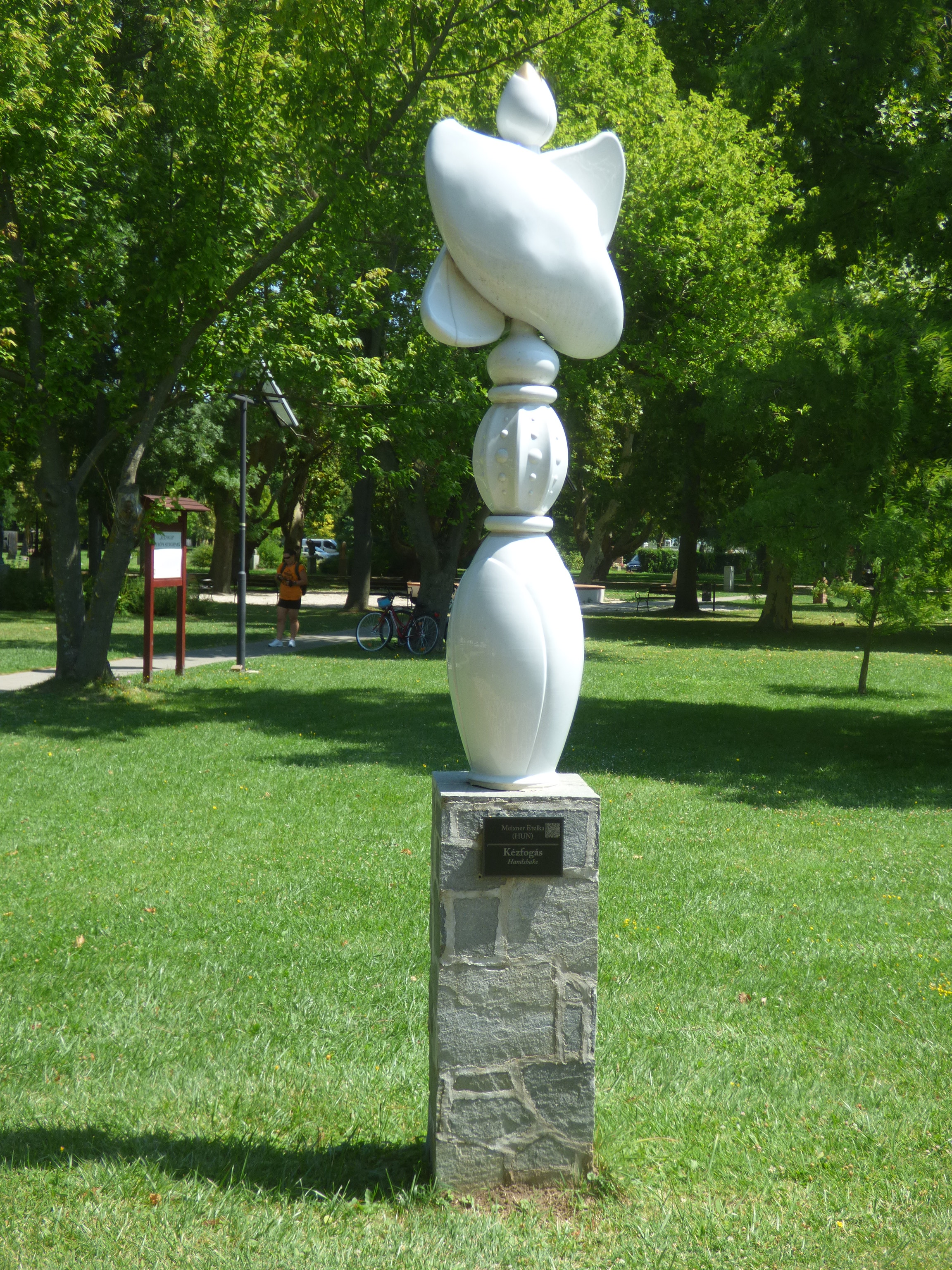
Kézfogás című szobra a balatonalmádi szoborparkban

- Életfa, Veszprém

A négy méter magas, hozzávetőleg egy tonna súlyú, belső világítással is ellátott porcelán műtárgyat a Veszprém Aréna előtt állították fel.
- Kézfogás, Balatonalmádi

Talapzat nélkül nagyjából másfél méter magasságú, porcelán szobra a 2013-ban megnyitott Kézfogás – Európa szoborpark talán legfrekventáltabb pontján áll, úgy is, mint a park névadó alkotása, pár lépésre a város vasútállomásától.
- Herceg Batthyány Lajos portrészobra, Lajoskomárom

## Műveinek fogadtatása
A herendi porcelángyár számára készült darabjainak egy részére külföldön is felfigyeltek: 2012-ben a Vogue magazin az általa készített sárkányfigurát is beválasztotta az ünnepi ajándéknak javasolt tárgyak közé.
2013-ban elnyerte az Ajka Tárlat alkotói díját.
2015-ben "víz" témában készült kísérleti síkplasztikái nagy nemzetközi érdeklődést váltottak ki, különböző online design platformokon:
- FUBIZ
- TREND HUNTER
- ART PEOPLE GALLERY Archiválva 2018. november 5-i dátummal a Wayback Machine-ben